# Kemal Sünder
Kemal Sünder (Kimdir) (født 20 oktober 1933 i Istanbul, Tyrkiet, død 2004) var en tyrkisk komponist, lærer og rektor.
Sünder studerede komposition på Naval Academy. Han har skrevet 3 symfonier, orkesterværker, klaverkoncert etc.
Han blev lærer og rektor på University State Conservatorie. Sünder hørte til en af nutidens vigtige tyrkiske komponister.

## Udvalgte værker
- 3 Symfonier (19?) - for orkester
- Klaverkoncert (19?) - for klaver og orkester